# Gargamella gravastella
Gargamella gravastella is een slakkensoort uit de familie van de Discodorididae. De wetenschappelijke naam van de soort is voor het eerst geldig gepubliceerd in 1999 door Garavoy, Valdés & Gosliner.